# 1기 청풍공기청정기배 프로시니어기전
1기 청풍공기청정기배 프로시니어기전은 TV 속기전이 참가한 만 45세 이상 중견기사 만을 대상으로 대결한 국내 바둑 TV 속기전이다. 결승에서는 서봉수 九단이 전직 은퇴하여 아마추어로 전향한 前 홍태선 八단을 2대 1로 꺾고 역전 우승하며 최초로 우승을 차지했다.  우승상금은 1,000 만원으로, 시상식은 2000년 3월 27일에 거행했다 

## 대국 결과
| 대진                    | 연도   | 대국일자  | 승자            | 패자            | 결과              | 기보 |
| ----------------------- | ------ | --------- | --------------- | --------------- | ----------------- | ---- |
| 본선 1회전 (24강전)     | 1999년 | 10월 18일 | (故)이봉근 七단 | (故)심종식 六단 | 298수 백 6집반승  |      |
| 본선 1회전 (24강전)     | 1999년 | 10월 18일 | 이홍열 七단     | 노영하 九단     | 199수 흑 불계승   |      |
| 본선 1회전 (24강전)     | 1999년 | 10월 29일 | (故)하찬석 八단 | 이상철 七단     | 305수 백 8집반승  |      |
| 본선 1회전 (24강전)     | 1999년 | 10월 29일 | 서봉수 九단     | 박진열 七단     | 253수 흑 불계승   |      |
| 본선 준준결승전 (8강전) | 1999년 | 12월 24일 | 임순택 四단     | 유병호 八단     | 247수 백 4집반승  |      |
| 본선 준준결승전 (8강전) | 1999년 | 12월 24일 | 홍태선 八단     | 김준영 三단     | 243수 흑 5집반승  |      |
| 본선 준결승전 (4강전)   | 2000년 | 1월 28일  | 홍태선 八단     | 김좌기 七단     | 260수 흑 18집반승 |      |
| 본선 준결승전 (4강전)   | 2000년 | 1월 28일  | 서봉수 九단     | 임순택 四단     |                   |      |
| 결승 1국                | 2000년 | 3월 21일  | 홍태선 八단     | 서봉수 九단     | 118수 백 불계승   |      |
| 결승 2국                | 2000년 | 3월 27일  | 서봉수 九단     | 홍태선 八단     | 182수 백 불계승   |      |
| 결승 3국                | 2000년 | 3월 27일  | 서봉수 九단     | 홍태선 八단     | 165수 흑 불계승   |      |